# Gruppo dei cinque uomini
Il Gruppo dei cinque uomini (文化革命五人小组S, Wénhuà gémìng wǔ rén xiǎozǔP, lett. "Gruppo dei cinque uomini della rivoluzione culturale") era un'istanza del Partito Comunista Cinese fondata nel 1965 per dirigere la preparazione ed il lancio della Rivoluzione culturale.

## Storia
Negli anni '60, specialmente a causa dello sviluppo in senso negativo della crisi sino-sovietica, Mao Tse-tung elaborò una teoria secondo cui la borghesia, benché rovesciata nella Repubblica Popolare Cinese, continuava ad esercitare una certa influenza sulla cultura e sull'istruzione e pertanto rendeva possibile una restaurazione del capitalismo. Nel gennaio 1965, l'Ufficio politico del Partito Comunista Cinese prese la decisione di intraprendere una "rivoluzione culturale" e istituì un gruppo dipendente dal Comitato Centrale con l'incarico di gestirne la preparazione. Tale gruppo era diretto da Peng Zhen (membro dell'Ufficio politico e sindaco di Pechino) e composto da Kang Sheng (deciso maoista), Lu Dingyi (responsabile del Dipartimento di Propaganda), Wu Lengxi (direttore del Renmin Ribao) e Zhou Yang (ideologo del regime).
Il Gruppo svolse un'attività quasi nulla fino alla pubblicazione di un articolo di Yao Wenyuan che criticava l'opera teatrale La destituzione di Hai Rui, da lui parafrasata in termini politici e vista come una critica al fatto che, qualche anno prima, Mao aveva fatto destituire Peng Dehuai, il quale si opponeva al Grande balzo in avanti. Peng Zhen mosse contro questa interpretazione di Yao e fece bloccare la pubblicazione dell'articolo, sostenendo che la critica dell'opera andasse condotta in termini puramente accademici.
Il 12 febbraio 1966 il Gruppo varò un documento dal titolo Schema di rapporto sull'attuale discussione accademica (o "documento di febbraio"). Il 16 maggio, il Comitato Centrale del Partito emanò una circolare nella quale conduceva una ferrea critica del documento. Peng Zhen (accusato di averlo redatto alle spalle di Kang Sheng) venne accusato di non avere compreso il pensiero di Mao Tse-tung e le necessità della rivoluzione culturale; il documento venne definito "profondamente errato"; i suoi autori, Peng in testa, vennero definiti "leali in apparenza ma traditori in segreto". Secondo le disposizioni della circolare, il Gruppo dei cinque venne sciolto e venne sostituito dal Gruppo per la Rivoluzione Culturale.
Iniziava così la Grande rivoluzione culturale proletaria.